# Толстомысенский сельсовет
Толстомы́сенский сельсовет — муниципальное образование (сельское поселение) в Новосёловском районе Красноярского края. Административный центр — посёлок Толстый Мыс.

## География
Толстомысенский сельсовет находится западнее районного центра. Удалённость административного центра сельсовета — посёлка Толстый Мыс от районного центра — села Новосёлово составляет 17 км.

## История
Толстомысенский сельсовет наделён статусом сельского поселения в 2005 году.

## Население
| 2010 | 2012  | 2013  | 2014  | 2015  | 2016  | 2017  |
| ---- | ----- | ----- | ----- | ----- | ----- | ----- |
| 1339 | ↘1335 | ↘1313 | ↘1268 | ↘1264 | ↗1293 | ↘1287 |

Гендерный состав
По данным Всероссийской переписи населения 2010 года 680 мужчин и 659 женщин из 1339 чел.

## Состав сельского поселения
В состав сельского поселения входят 3 населённых пункта:
| № | Населённый пункт | Тип населённого пункта          | Население |
| - | ---------------- | ------------------------------- | --------- |
| 1 | Аёшка            | посёлок                         | ↗227      |
| 2 | Интикуль         | посёлок                         | 443       |
| 3 | Толстый Мыс      | посёлок, административный центр | 669       |